# Aeroporto di Ciampino

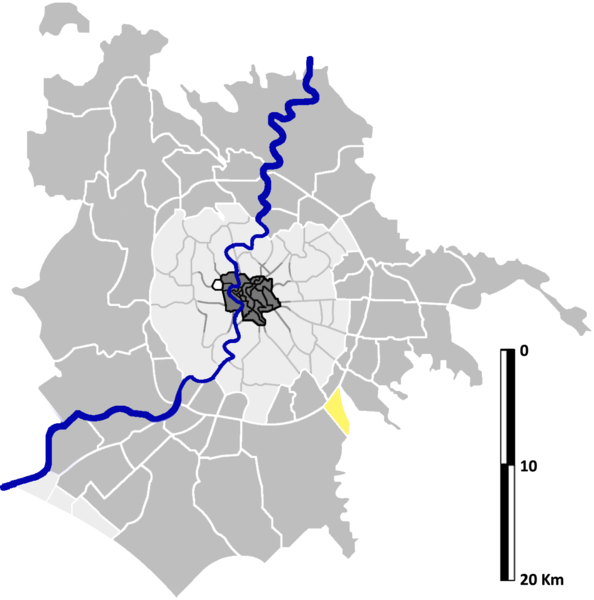
Lage von Aeroporto di Ciampino im römischen Stadtgebiet

Aeroporto di Ciampino ist die 20. Zona di Roma. Der Name leitet sich vom römischen Flughafen Rom-Ciampino ab. Im Gegensatz zu den Rioni, Quartieri und Suburbi sind es die ländlicheren Gebiete von Rom. Sie gehört zum Municipio VII sowie Municipio VIII und zählt 1493 Einwohner (2016), die in einer, wie der Flughafen, nach dem Ersten Weltkrieg erbauten Gartenstadt leben. Sie befindet sich im Südosten der Stadt außerhalb der römischen Ringautobahn A90 und hat eine Fläche von 4,6207 km².
Die Zone urbanistiche 10H Gregna (Südsektor), 10X Ciampino und 11Y Appia Antica Sud (Nordostsektor) erstrecken sich über das Gebiet des Aeroporto di Ciampino.
Der zivile Teil des Flughafens Rom-Ciampino, der etwas dreiviertel der Fläche ausmacht, erstreckt sich über die Zona di Roma. Der militärische Teil des Flughafens liegt auf dem Gebiet der benachbarten Gemeinde Ciampino.

## Geschichte
Torricola wurde am 13. September 1961 durch Beschluss des Commissario Straordinario gegründet. Damals wurde der Ager Romanus in 59 Zonen geteilt, denen eine römische Zahl zugeteilt und ein Z vorgestellt wurde. Davon wurden sechs an die neugegründete Gemeinde Fiumicino komplett ausgegliedert und drei weitere teilweise.